# 南丹パーキングエリア
南丹パーキングエリア（なんたんパーキングエリア）は、京都府南丹市八木町玉ノ井にある、京都縦貫自動車道のパーキングエリアである。

## 概要
当PAは、2001年（平成13年）6月17日の、八木西IC - 千代川IC間の、4車線化と同時に供用を開始した。上り線にはヘリポートが設置されている。

## 歴史
- 1996年（平成8年）4月27日 : 京都縦貫自動車道（京都丹波道路[注釈 1]）の、丹波IC - 千代川IC間の開通に伴い供用開始。
- 2001年（平成13年）6月17日 : 八木西IC - 千代川IC間が4車線化し、同時に南丹PAが供用開始。
- 2005年（平成17年）10月1日 : 道路関係四公団民営化により、京都丹波道路の保有を、独立行政法人 日本高速道路保有・債務返済機構に、管理を西日本高速道路株式会社に移管。
- 2010年（平成22年）6月28日 : 京都丹波道路で高速道路無料化社会実験が開始[1]。
- 2011年（平成23年）6月20日 : 政府が東北地方太平洋沖地震（東日本大震災）の復旧・復興費用をまかなうため、0時をもって高速道路無料化社会実験が一旦終了し、一時凍結される[2]。

## 施設

### 上り線（綾部・宮津天橋立方面）
- 駐車場[3]
  - 大型 7台
  - 小型 26台
  - 二輪 4台
  - トレーラー 2台
  - 車椅子用 1台
- トイレ[3]
  - 男性 大2（和式1、洋式1）、小3
  - 女性 5（和式1、洋式4）
  - 車椅子用 1
- 自動販売機[3]
- 給電スタンド（24時間）[3]
- ヘリポート

### 下り線（大山崎方面）
- 駐車場[4]
  - 大型 7台
  - 小型 26台
  - 二輪 4台
  - トレーラー 2台
  - 車椅子用 1台
- トイレ[4]
  - 男性 大2（和式1、洋式1）、小3
  - 女性 5（和式1、洋式4）
  - 車椅子用 1
- 自動販売機[4]
- 給電スタンド（24時間）[4]

## 隣
E9 京都縦貫自動車道（京都丹波道路）
(9)八木中IC - 南丹PA - (10)八木東IC